# Invalidità (diritto civile)
L'invalidità, nel diritto civile, indica la difformità di un negozio giuridico dai modelli previsti dalla legge. Il concetto indica l'esistenza di un difetto originario dell'atto ovvero la mancanza o il vizio di un elemento che il legislatore giudica essenziale perché l'atto sia idoneo a produrre le conseguenze giuridiche per cui esiste.
L'ordinamento giuridico reagisce in modo differente rispetto al grado di imperfezione dell'atto: qualora venga violato un interesse prevalentemente pubblicistico la sanzione, più grave, è quella della nullità dell'atto che opera indipendentemente dalla volontà delle parti.
Nel caso in cui sia la sfera privata ad essere maggiormente colpita, l'ordinamento mette a disposizione del soggetto leso il rimedio dell'annullabilità, ossia il diritto ad adire un giudice per ottenere la cancellazione dell'atto viziato dall'ordinamento e, per quanto possibile, il ripristino della situazione giuridica preesistente.